# Ziua Drapelului Național al Canadei
Ziua Drapelului Național al Canadei (în franceză Jour du drapeau national du Canada), prescurtată în mod obișnuit Ziua Drapelului, este sărbătorită anual pe 15 februarie pentru a comemora inaugurarea drapelului Canadei la aceeași dată în 1965.  Ziua este marcată de arborarea drapelului, ceremonii publice și programe educaționale în școli.

## Istorie

### Context
Parlamentul Canadei a votat în 1964 pentru adoptarea unui nou steag al Canadei și a început să adune diferite modele de la public. Aproape 4.000 de modele au fost trimise de canadieni. Steagul actual, proiectat de istoricul George Stanley, a câștigat în urma unui vot unanim pe 22 octombrie 1964.

### Ziua Drapelului
Ziua Drapelului Național al Canadei a fost instituită în anul 1996 printr-un ordin al guvernatorului general Roméo LeBlanc, la inițiativa primului ministru Jean Chrétien.